# 張洽 (嘉靖山陰進士)
張洽（1509年—？），字文德，浙江绍兴府山阴县人，軍籍，明朝政治人物。

## 生平
嘉靖四年（1525年）乙酉科浙江鄉試第十九名舉人。嘉靖二十年（1541年）中式辛丑科會試第二百五十一名，登第三甲第一百九名進士。官监察御史。

## 家族
曾祖张永隆；祖父张玘，義官；父张慈。母謝氏。具庆下。兄张浙、张浃。